# Georg "Irg" Steiner
Georg "Irg" Steiner (Ramsau, 25 febbraio 1888 – Gosau, 20 ottobre 1972) è stato un alpinista austriaco, di carattere estroverso, fu noto con il soprannome di "Irg". Fu un abile scalatore con 35 prime salite all'attivo e pioniere dello sci alpino. Considerato una leggenda fra gli alpinisti austriaci, anziano guidò il cancelliere austriaco Josef Klaus sulla montagna locale di Gosau.

## Biografia
"Irg" Steiner è nato il 25 febbraio 1888 a Ramsau Rössing, morto il 20 ottobre 1972 a Gosau, figlio della famosa guida alpina Johann Steiner, il primo scalatore del Bischofsmütze. Molti sono gli aneddoti e storie che circondano la figura di "Irg" Steiner, l'eroe popolare della Stiria, che hanno dato origine al cliché del temerario di Kraftackl che di giorno scalava le montagne mentre di notte lavorava nelle malghe. Steiner era uno spirito libero ed era meno interessato al lavoro e con il fratello maggiore Franz diventò un abile scalatore, una guida alpina, un soccorritore alpino e allo stesso tempo fu un bracconiere, un avventuriero e un inventore di attrezzature da alpinismo. All'età di 50 anni riuscì a realizzare vie sensazionali come l'imbuto della parete sud del grande Bischofsmütze, un percorso che sale all'interno della montagna attraverso anfratti, camini e grotte di ghiaccio. Da appassionato sciatore, sperimentò un ausilio per la salita che forniva sostegno in salita, ma non creava problemi in discesa, il rivestimento incrostato degli sci da fondo che è oggi la versione moderna di una sua invenzione, mai registrata in un ufficio brevetti.

## Carriera alpinistica
Steiner da eccellente scalatore aveva una acuta visione delle possibilità di arrampicata. La sua fama alpinistica si basava principalmente sulla prima salita della parete sud del Dachstein. Il 22 settembre 1909 scalò la parete sud del Dachstein con suo fratello Franz su quella che allora era conosciuta come "la scala verso il cielo Steiner-Buam", e che ancora oggi è una popolare via di arrampicata come lo "Steinerweg". L'impresa era considerata quasi impossibile date le condizioni dell'epoca a causa dell'attrezzatura inadeguata, delle possibilità di orientamento e delle difficoltà di arrampicata. Ancora oggi (2024) il punto chiave dello "Steinerweg" ha il grado di difficoltà “V”. Mentre la moderna letteratura specialistica parla di un tempo medio di salita di otto ore, i fratelli Steiner completarono la via in sole cinque ore. Il tour, conosciuto, come scritto, la “Steiner-Buam Sky Ladder”, è una delle vie d'arrampicata su roccia più famose e belle dell'intero arco alpino. Georg Steiner utilizzò un gancio da muro per fissarsi nel punto chiave della parete sud del Dachstein, così come un bastone di legno lungo due metri con cui suo fratello Franz lo spingeva contro la parete nelle zone difficili dell'arrampicata. Inoltre utilizzava già una versione in legno di un successivo otto in discesa in corda doppia.
Realizzò la maggior parte delle sue prime salite con il viennese Alfred Goedel. Anche all'età di 50 anni riuscì a creare nuove vie sensazionali, come l'imbuto della parete sud (Vº grado) del Große Bischofsmütze; un percorso che sale all'interno della montagna attraverso anfratti, camini e grotte di ghiaccio. "Irg" godeva anche di un'ottima reputazione come guida alpina. Non fu ingaggiato solo per spedizioni nella sua terra natale, ma viaggiò attraverso l'arco alpino con i più diversi ospiti. Soccorritore alpino ricevette con il fratello Franz la Croce Verde, uno dei più alti riconoscimenti per i soccorritori alpini in Austria, per il lavoro prestato nel soccorso in montagna.
Il 9 settembre 1932 Steiner e il suo compagno di cordata H. Appel effettuarono la prima salita della Freyaturm (1 991 m s.l.m.) nel Gosaukamm, un promontorio roccioso che si trova di fronte al Großer Donnerkogel (2 054 m s.l.m.).
"Non afferrare la presa e non salire troppo velocemente, assicurati sempre di avere tre punti sicuri! " era il consiglio dello scalatore sulla parete sud del Dachstein al suo compagno di cordata. Il suo ingegno non si limitò alla ricerca di nuove vie nella roccia. Così inventò il suo metodo di discesa in corda doppia. Come sciatore rimase fedele alla tecnica del "palo unico", ma la sperimentò comunque. Come aiuto per l'arrampicata, si avvaleva delle scanalature sul battistrada delle scarpe, che fornivano supporto durante la salita ma non interferivano durante la discesa. Il rivestimento incrostato degli sci da fondo è oggi la versione moderna di una sua invenzione. In seguito sviluppò anche il progetto di un salto con gli sci di cento metri sulla Zwieselalm, anni prima che Bubi Bradl diventasse il primo saltatore con gli sci a raggiungere questa distanza a Planica. Rimase fedele all'alpinismo, ma anche allo sci, fino alla vecchiaia. I suoi sci erano unici: scolpiti nel legno, con fessure longitudinali nelle quali infilava gli sci per frenare. "Irg" trascorse i suoi ultimi inverni a Kulmlift a Vorderen Ramsau. Praticò una tecnica più sofisticata con due fori sulle punte degli sci e, quando non scendeva, tirava gli sci dietro a sé con una corda.

## Ascensioni
Georg Steiner era e rimase il “leggendario Irg” della parete sud del Dachstein fino alla sua morte. 
- 1904 1ª salita (salita singola) Alto Dirndl parete sud "Incrocio dei tre Türmel, variante di uscita", IV, 150 HM, 2 829 m, (Monti del Dachstein);
- 1906 1ª salita sul fronte del Türlspitz-parete sud-est, 2 480 m, (Monti del Dachstein);
- 1909 Hoher Dachstein-Cresta superiore est, 2 996 m, (Monti del Dachstein);
- 1909 Diretto parete sud del Dachstein "Steinerweg", V-, 800 HM, 2 996 m, (Monti del Dachstein);
- 1911 Kleine Bischofsmütze-Parete nordorientale, 2 428 m, (Monti del Dachstein);
- 1913 Torre Linzer sul bordo meridionale, 1 802 m, (Monti del Dachstein);
- 1913 Niederer Türlspitz parete sud "Steiner-Goedel", 2 352 m, (Monti del Dachstein);
- 1919 1ª uscita del Hoher Dachstein parete sud verso la Windlucke "Goedelstieg", 2 996 m, (zona del Dachstein);
- 1920 1ª partenza dell'Alto Dirndl gola sud "Steiner-Führe", 2 829 m, (monti del Dachstein);
- 1920 1ª partenza dell'Alto Dirndl sud gola "variante di uscita", 2 829 m, (Monti del Dachstein);
- 1920 Großer Koppenkarstein-parete sud-est, 2 865 m, (Monti del Dachstein);
- 1920 Däumling-parete nord occidentale Camini, 400 HM, 2 322 m, (Gosaukamm, Monti del Dachstein);
- 1925 Freyaturm-Nordwestwand -Upper Westgrat, 1 991 m, (Monti del Dachstein);
- 1927 Freyaturm-Nordwestwand-Upper Westgrat, 1 991 m, (Monti del Dachstein);
- 1927 Großer Donnerkogel-Südostwand, 2 054 m, (Monti del Dachstein);
- 1928 Zwieselturm da sud-est a ovest, 2 006 m, (Monti del Dachstein);
- 1929 Freyaturm-Cresta superiore ovest-parete nordovest "Variante di uscita Appelkamin", 1 991 m, (Monti del Dachstein);
- 1931 Gabelkogel, Spigolo nordovest, 1 905 m.
- 1933 Freyaturm-Nordwestwand, 1 991 m, (Monti del Dachstein);
- 1935 Große Bischofsmütze-parete sud "Südwandtrichter", 2 455 m, (Monti del Dachstein);
- 1936 Niederes Hochkesseleck-Upper Cresta Nordovest "Gosau-See-Towers", 2 108 m (Monti del Dachstein);
- 1939 Hohes Kreuz-Picca Principale-Parete Sudovest, 2 835 m, (Monti del Dachstein);
- 1964 Dachstein, 2 996 m, (Monti del Dachstein); Dachsteinwarte-Parete Sud, 2 739 m, (Monti del Dachstein); Mützenmanndl, 2 411 m, (Monti del Dachstein).

## Uno spirito libero controverso
Si raccontano molti aneddoti e storie sulla vita di Steiner "Irg" e nonostante tutti i suoi successi non fu esente da controversie in patria. Per alcuni fu l'emblema del coraggio e dello spirito libero, per altri un "buono a nulla" che dedicò la sua vita a conquistare l'inutile. Gli aneddoti raccontati da "Irg" diventeranno famosi quasi quanto le sue spedizioni alpine. Fu descritto un pacifista quando disertò dopo poche settimane l'arruolamento durante la prima guerra mondiale anche se il motivo della sua diserzione fu in realtà dovuto al fatto che non fosse stato trasferito alla Compagnia delle guide alpine sul fronte delle Dolomiti, ma nella pianura serba. Per molti anni visse come fuorilegge sui monti del Dachstein, sfuggendo ripetutamente alla polizia militare e sopravvisse così fino alla fine della guerra trovando rifugio non lontano da Gjaidsteinsattel, dove si incontrano i ghiacciai Schladming e Hallstatt, in una grotta.
Durante le sue incursioni di bracconaggio setacciava montagne e foreste fino nei territori di caccia imperiali dell'Alta Austria e di Salisburgo. Quando cacciatori o i contadini, nei cui terreni aveva ucciso un camoscio, lo inseguivano, Steiner si nascondeva in qualche anfratto di fortuna. Arrestato una volta, subì la prigione dalla quale fuggì piegando le sbarre della cella in modo da poter passare. Pentitosi della fuga, si racconta, Steiner dopo aver ricevuto di notte un po' di pancetta e ciambelle dalla moglie di un contadino, ritorno nella sua cella raddrizzando poi le sbarre.
L'"Irg" rimase fedele alla sua reputazione "bizzarra" per tutta la vita: all'età di 80 anni si ammalò di un lieve raffreddore, pensando di essere giunto al termine della sua vita terrena, scalò la "Aussicht", la sua "montagna preferita", scavò sulla cima una fossa e vi si sdraiò all'interno aspettando la morte. Dopo due giorni trascorsi nella fossa e sotto una pioggia battente, si alzò, scrollò la terra dai vestiti e tornò a casa. Morì di infarto quattro anni dopo, nel 1972, nella casa di riposo di Gosau, la salma fu riportata a Ramsau, e tumulata alla presenza di innumerevoli alpinisti sotto una forte nevicata nel cimitero degli scalatori.